# 比帕莎·巴蘇
比帕莎·巴蘇（印地語：बिपाशा बसु，英語：Bipasha Basu，1979年1月7日—）是印度的演員。

## 個人生活
比帕莎自從2002年起與演員约翰·亚伯拉罕約會，儘管她的家庭信奉印度教，而約翰的家庭信仰基督教，但是傳媒報道兩人與相互家庭相處和睦。兩人在2011年分手。

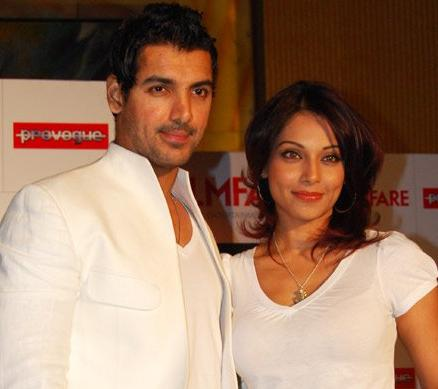
和前男友——约翰·亚伯拉罕

## 電影事業
2000年在電影中同阿克夏·庫馬對戲，她演一個紅杏出牆的已婚婦女，並因此獲得當年影壇的新人獎。

## 外部連結
- 比帕莎·巴蘇（Bipasha Basu）在互联网电影资料库（IMDb）上的資料（英文）